# Czesław Wnorowski
Czesław Wnorowski (ur. 29 maja 1891, zm. 19 stycznia 1986 w Los Angeles) – komandor porucznik Polskiej Marynarki Wojennej.

## Życiorys
W 1924 był dowódcą ORP Rybitwa. cztery lata później pełnił służbę w Dowództwie Floty, a w 1932 w Szkole Podchorążych Marynarki Wojennej w Toruniu.
Na stopień komandora podporucznika został mianowany ze starszeństwem z 19 marca 1937 i 1. lokata w korpusie oficerów służb, grupa administracji. 
31 stycznia 1940 powierzono mu funkcję komisarza okrętu bazy ORP Gdynia. Od 13 czerwca 1941 pełnił służbę na stanowisku kierownika Referatu Intendenckiego Zaopatrzenia Materiałowego. Od 9 grudnia tego roku obowiązki kierownika referatu łączył z funkcją kierownika Oddziału Gospodarczego KMW. 10 marca 1943 objął obowiązki kierownika Biura Historycznego Marynarki Wojennej w Great Malvern i wypełniał je do marca 1947. W międzyczasie (3 maja 1945) został mianowany komandorem porucznikiem ze starszeństwem z 3 maja 1945 i 2. lokatą w korpusie oficerów służb, grupa administracji.
Był słuchaczem Tymczasowych Instruktorskich Kursów dla oficerów MW i Oficerskiej Szkoły Torpedowej (franc. École des Officiers Torpilleurs) w Tulonie.
Zmarł 19 stycznia 1986 w Los Angeles.

## Awanse
- porucznik marynarki – ze starszeństwem z 1 czerwca 1921 r.
- kapitan marynarki – ze starszeństwem z 1 stycznia 1930 r.

## Odznaczenia
- Srebrny Krzyż Zasługi (1936)[7]